# Szprotawa
Szprotawa (łac. Sprottavia, niem. Sprottau) – miasto w województwie lubuskim, w powiecie żagańskim, siedziba gminy miejsko-wiejskiej Szprotawa. Położone nad Bobrem i Szprotawą.
Według danych GUS z 31 grudnia 2021 r. Szprotawa liczyła 10 954 mieszkańców.
Miasto jest ośrodkiem przemysłowo-usługowym. Zlokalizowany jest tu m.in. przemysł betoniarski, metalowy i spożywczy.

## Położenie
Szprotawa leży w południowej części województwa lubuskiego. Miasto usytuowane jest w odległości 50 km od Zielonej Góry, 26 km od autostrady A4, 60 km od granicy polsko-niemieckiej, 140 km od Wrocławia i 160 km od Poznania.
Pod względem historycznym Szprotawa leży na Dolnym Śląsku.
Według danych z 1 stycznia 2011 r. powierzchnia miasta wynosiła 10,95 km².
W latach 1975–1998 miasto administracyjnie należało do woj. zielonogórskiego.

## Nazwa

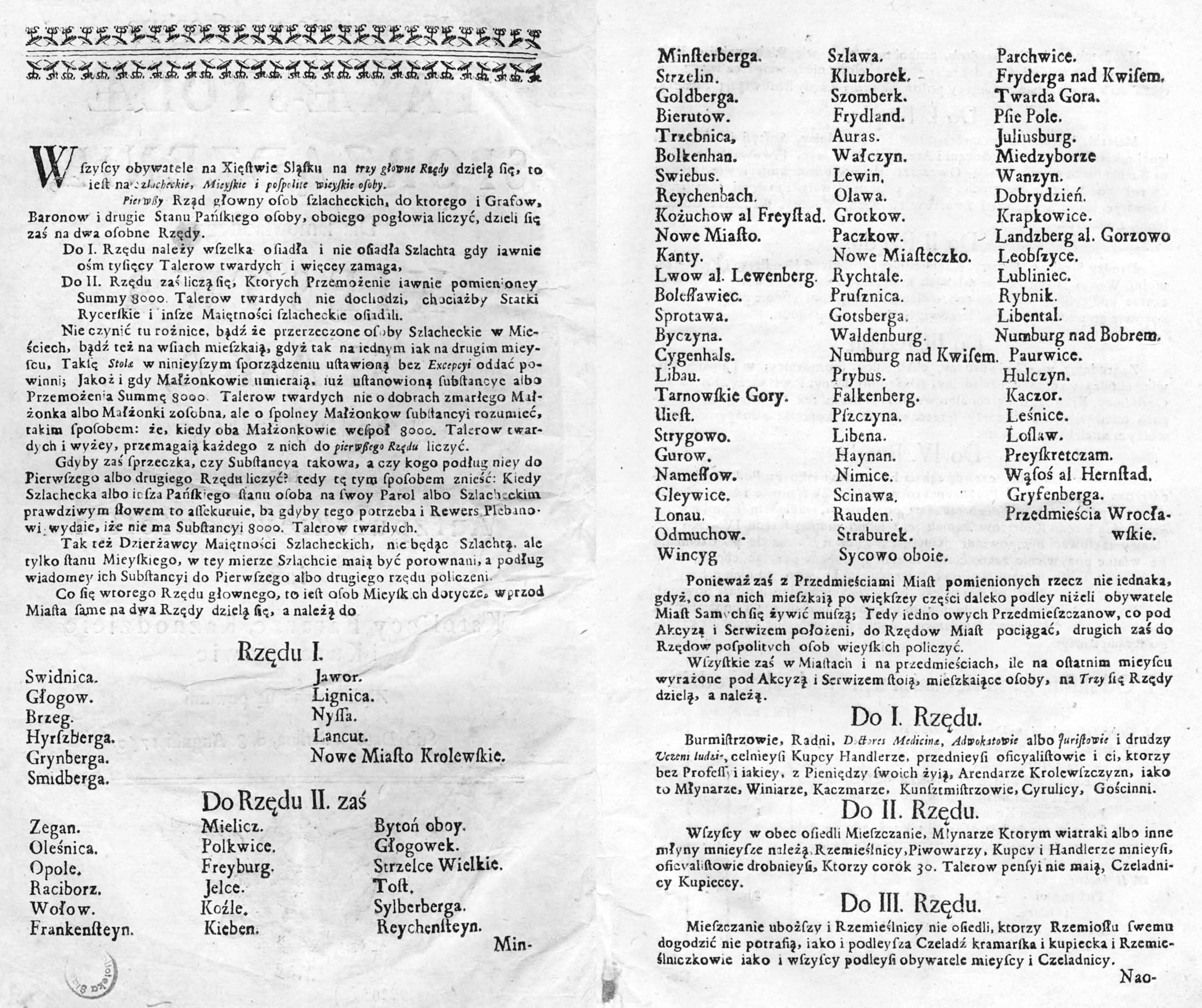
Szprotawa wśród innych nazw śląskich miejscowości w urzędowym pruskim dokumencie z 1750 roku wydanym w języku polskim w Berlinie

W księdze łacińskiej Liber fundationis episcopatus Vratislaviensis (pol. Księga uposażeń biskupstwa wrocławskiego) spisanej za czasów biskupa Henryka z Wierzbna w latach 1295–1305 miejscowość wymieniona jest w zlatynizowanej formie Sprotavia. Nazwa miejscowości w zlatynizowanej formie Sprotavia wymieniona jest w łacińskim dokumencie z 1312 roku wydanym w Głogowie.
W roku 1613 śląski regionalista i historyk Mikołaj Henel z Prudnika wymienił miejscowość w swoim dziele o geografii Śląska pt. Silesiographia podając jej łacińskie nazwy: Sprotta, Sprottavia. Szwajcarski kartograf i geograf Mateusz Merian w swoim dziele „Topographia” wydanym w roku 1650 podaje zgermanizowaną formę nazwy miejscowości: „Sprottau” z informacją, że „jej nazwa jest polska, a oznacza miejsce, na którym wiele pniaków i krzaków wykarczowano, by mieszkania na nich pobudować”, (niem. „Ihr Nam ist Polnisch und bedeutet einen Ort da man viel Dörner und Gesträuch außgerottet und Wohnungen darauf gebauet hat.”)
W pruskim urzędowym dokumencie z 1750 roku wydanym języku polskim w Berlinie przez Fryderyka Wielkiego miasto wymienione jest pośród innych śląskich miejscowości jako Szprotawa. Nazwę Sprotawa w książce „Krótki rys jeografii Szląska dla nauki początkowej” wydanej w Głogówku w 1847 wymienił śląski pisarz Józef Lompa. Słownik geograficzny Królestwa Polskiego wydany pod koniec wieku XIX podaje polską nazwę miejscowości Szprotawa, zlatynizowaną Sprottavia oraz dwie niemieckie – Sprotaw i Sprottau.
Obecna nazwa została administracyjnie zatwierdzona 7 maja 1946.

## Historia

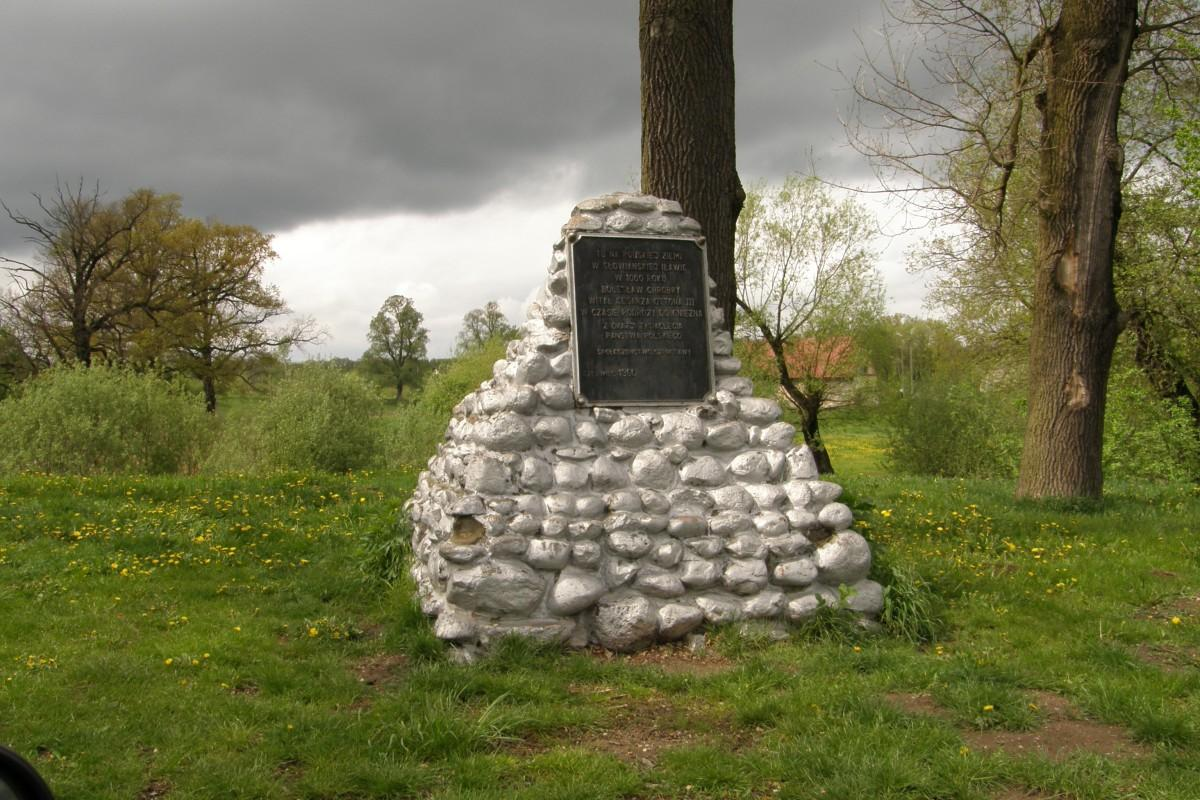
Pomnik spotkania Ottona III z Bolesławem Chrobrym w Iławie – Szprotawie

Najwcześniejsze dzieje Szprotawy owiane są tajemnicą. Przekaz kronikarza Thietmara pod datą 1000 wymienia osadę plemienia Dziadoszyców zwaną Ilva bądź Ilua. Niektórzy widzą w nim dzisiejszą Iławę, dzielnicę Szprotawy, inni – Iłowę (niem. Halbau). To w tym miejscu doszło w roku 1000 do spotkania Bolesława Chrobrego z cesarzem Ottonem III, który podążał na zjazd w Gnieźnie.  Spotkanie władców upamiętnia pomnik usytuowany na rogatkach miasta. W grudniu 2008 przeprowadzono sondażowe prace archeologiczne na wzgórzu w centrum tamtejszego parku pod kierunkiem Mariusza Łesiuka, jednakże jednoznacznie nie potwierdziły one, by znajdowało się tam średniowieczne grodzisko z X wieku.
Przywilej lokacyjny na prawie średzkim otrzymała Szprotawa ok. 1260 roku z rąk księcia Konrada Głogowskiego, który otoczył również miasto murami miejskimi. Gród leżał na skrzyżowaniu szlaków komunikacyjnych m.in. przy tzw. Niskim Trakcie, szybko otrzymał liczne przywileje m.in. prawo mili i wolny targ solą, co sprzyjało szybkiemu rozwojowi osady. Najprężniej rozwijało się sukiennictwo, miejscowe sukno eksportowano do Frankfurtu, Szczecina i do Polski. Znacznych dochodów przysparzało cło pobierane od bydła pędzonego z Polski do Niemiec oraz handel żelazem wytapianym w miejskich kuźnicach. W czasach największej świetności Szprotawa była siedzibą Piastów głogowskich, a od 1331 pod zwierzchnictwem Czech, w 1407 zyskała prawo bicia własnej monety. W 1473 spłonęła cała zabudowa miejska razem z zamkiem, od listopada 1488 do stycznia 1489 miasto było oblegane przez wojska węgierskie Macieja Korwina. W II połowie XV wieku stanowiła lenno węgierskie, zaś na przełomie XV i XVI wieku zarządzali tymi terenami polscy królewicze Jan I Olbracht i Zygmunt. W 1506 miasto ponownie dostało się pod zwierzchnictwo czeskie, od 1526 do 1724 było we władaniu Habsburgów, a następnie Prus. W 1552 w wyniku epidemii zmarło 1400 z 2000 mieszkańców. Wojna trzydziestoletnia doprowadziła miejskie finanse do ruiny. Na początku XVIII w. kondycja kasy miejskiej znacznie się poprawiła, w 1732 rada miasta nabyła nowe majątki rycerskie. Szprotawa posiadała 10 290 ha ziemi, w tym 7500 ha terenów leśnych. W 1746 miasto znalazło się w rękach królów czeskich pochodzących z dynastii Jagiellonów. Od początku XVIII nastąpił znaczny rozwój manufaktur, a w kolejnym stuleciu przemysłu m.in. metalurgicznego. W 1846 uruchomiono linię kolejową łączącą Szprotawę z Głogowem i Żaganiem, co przyniosło poniesienie rangi miasta oraz otwarcie drogi zbytu towarów. W 1897 rozpoczęła pracę gazownia miejska, a do 1936 większą część miasta objęto siecią wodociągów i kanalizacji. W 1932 do powiatu szprotawskiego przyłączono znaczną część powiatu żagańskiego, nowy powiat zajmował obszar 1464 km i był największy w rejencji legnickiej, miało to niebagatelny wpływ na wzrost znaczenie miasta.
Podczas II wojny światowej istniały tu dwa obozy robocze dla jeńców radzieckich, podlegały one obozowi w Żaganiu. 
W 1945 w ramach ofensywa dolnośląskiej wojska Armii Czerwonej dotarły do Szprotawy. Po walkach z oddziałami niemieckimi miasto zdobył 13 lutego 1945 10 Gwardyjski Korpus Pancerny z 4 Gwardyjskiej Armii Pancernej oraz wojska 13 Armii należące do 1 Frontu Ukraińskiego.
Po wojnie w al. Niepodległości wzniesiono Pomnik Braterstwa Broni. Substancja miejska została zniszczona w 50-55%. Do 1947 wysiedlono za Odrę przedwojennych mieszkańców pochodzenia niemieckiego. Powstały Dolnośląskie Zakłady Odlewnicze, fabryka mebli, zakłady dziewiarskie, garbarskie i wytwórnia świec. W latach 1946–1975 Szprotawa była stolicą powiatu.

## Demografia

### Liczba ludności
Źródła

### Piramida wieku
Źródła

## Zabytki
Do wojewódzkiego rejestru zabytków wpisane są:
- miasto
- kościół parafialny pod wezwaniem pw. Wniebowzięcia NMP, XIII/XIV wieku, XV-XVII wieku
- kościół ewangelicki pod wezwaniem Zbawiciela, z 1747 roku, 1825 roku, powstały na fundamentach średniowiecznego zamku książęcego
- klasztor magdalenek, pl. Kościelny 2, z XVII wieku
- cmentarz żydowski, ul. Kraszewskiego, z połowy XIX wieku
- mury obronne, z XIV wieku
  - baszta przy kościele ewangelickim
  - brama Żagańska – miejska, siedziba Muzeum Ziemi Szprotawskiej im. dr. Felixa Matuszkiewicza, ul. Muzealna, z XIV wieku, 1480 roku
- ratusz, z lat 1583-1586, w XVII-XIX wieku
- dom, pl. Ewangelicki 1, z XVI/XVII wieku, w 1840 roku
- szkoła ewangelicka, pl. Ewangelicki 2, z 1773 roku
- dom, pl. Ewangelicki 3
- dom, ul. Konopnickiej 13, z 1899 roku, w 1904 roku
- szkoła katolicka, pl. Kościelny 4, z 1598 roku, XVIII wieku /XIX wieku
- dom, ul. Kościuszki 9, z XVIII wieku
- dom, obecnie Biblioteka Miejska, ul. Niepodległości 16, z końca XIX wieku
- domy, ul. Odrodzenia 1, 2, 3, 4, 5, 6, 7, 8, 9, 10, 11, 12, 13
- dom, ul. Muzealna 2/3, z XVIII wieku -XIX wieku
- budynki w zespole rzeźni, ul. Sobieskiego
- ubojnia, z lat 1888-89
- chłodnia i aparatownia, z 1909 roku
- budynek administracyjno-mieszkalny, z lat 1888-89

Szprotawa – Iława
- kościół filialny pod wezwaniem św. Andrzeja, z połowy XIII wieku, XVI-XIX wieku
- dzwonnica-brama

Szprotawa – Puszczyków
- kościół parafialny pod wezwaniem Zbawiciela Świata, z połowy XIV wieku, XIX wieku
- cmentarz przykościelny

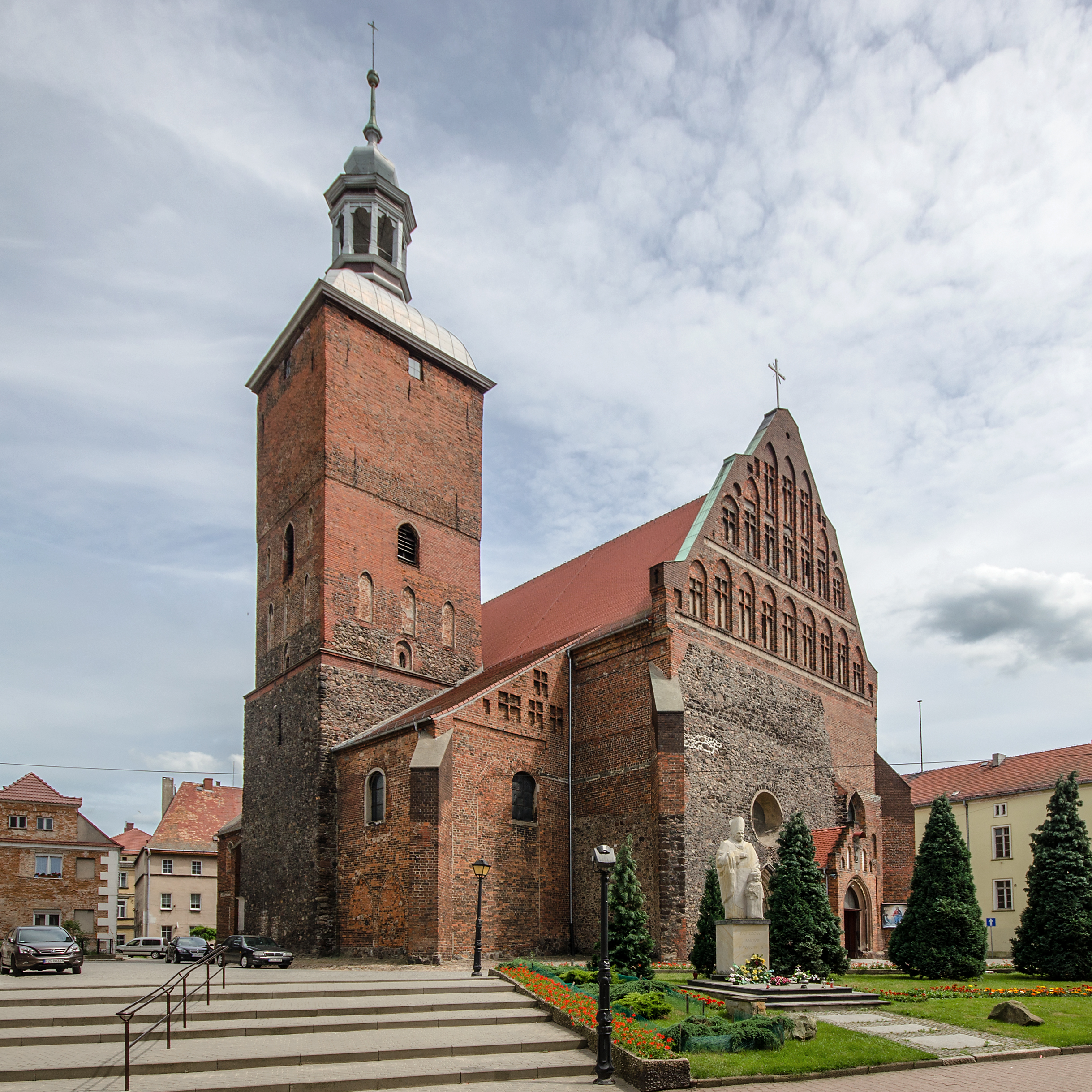
kościół  Wniebowzięcia NMP
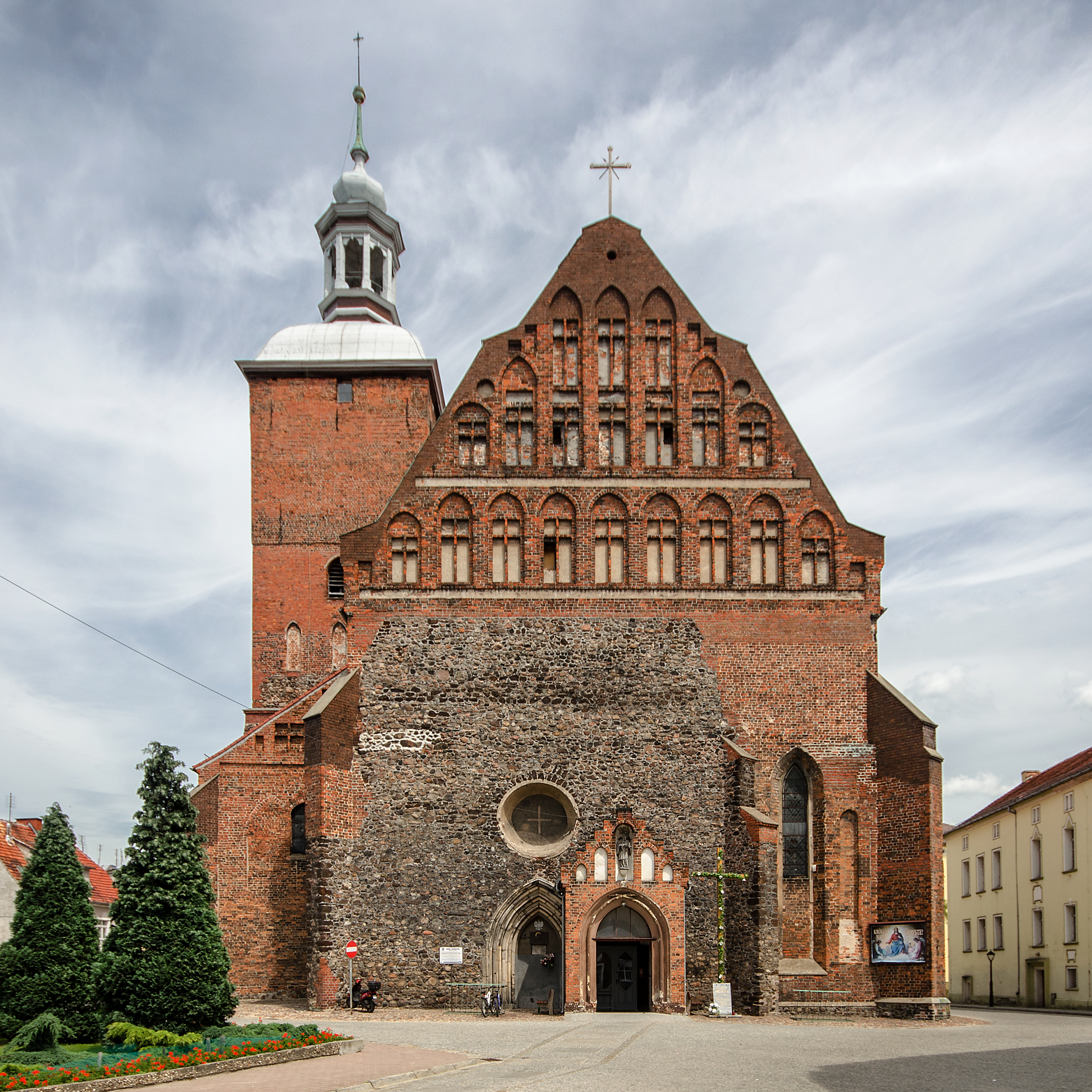
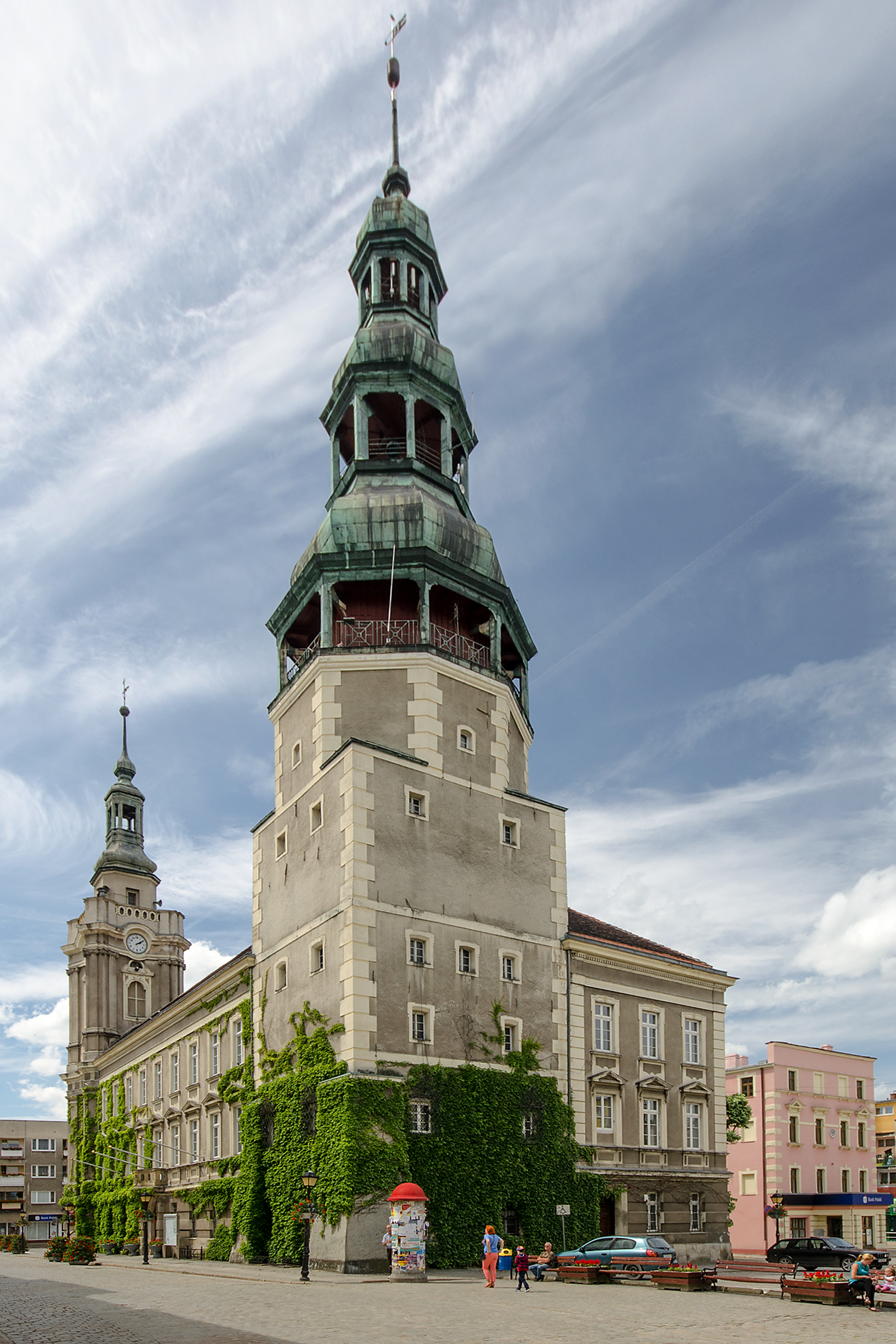
Ratusz
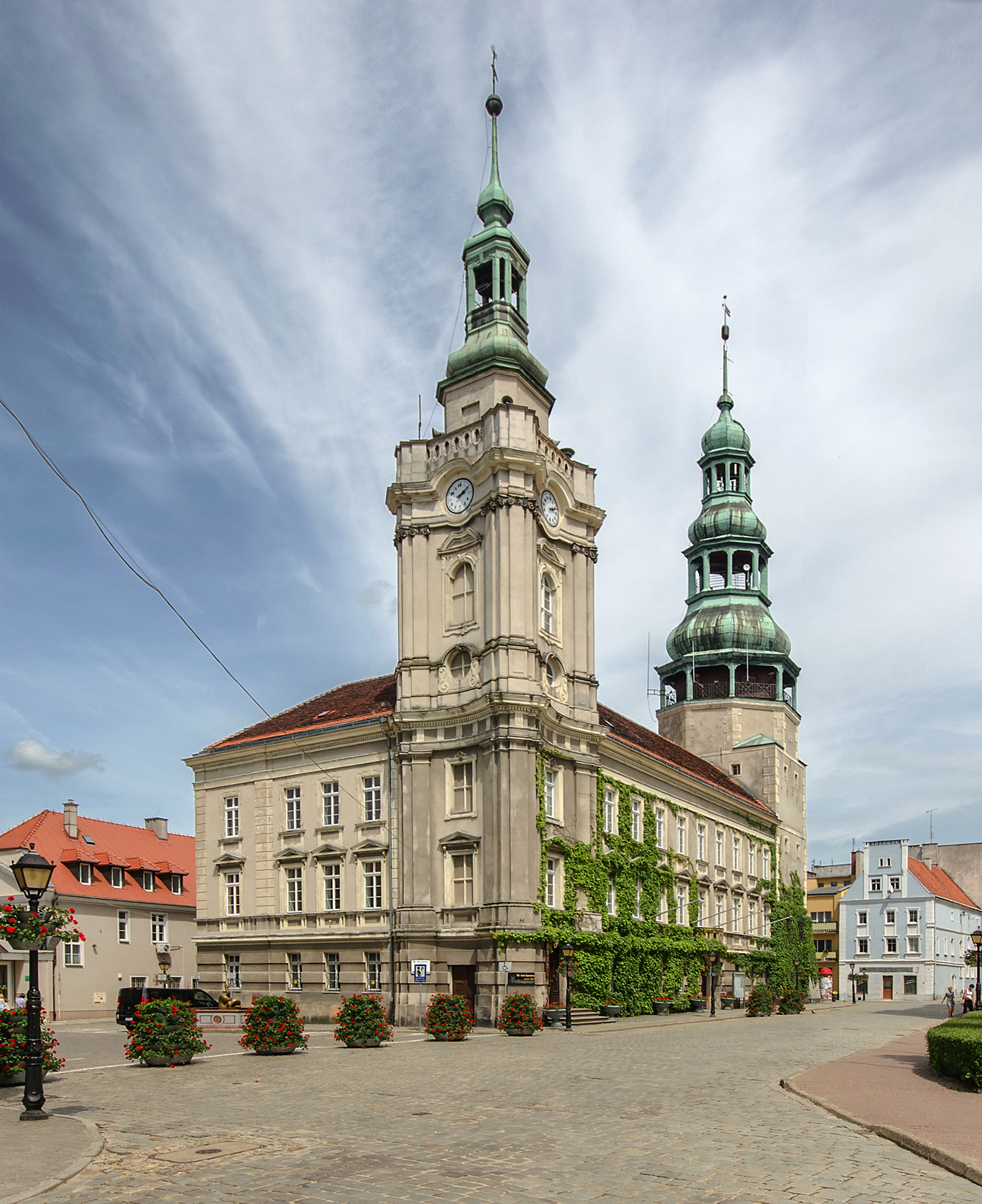
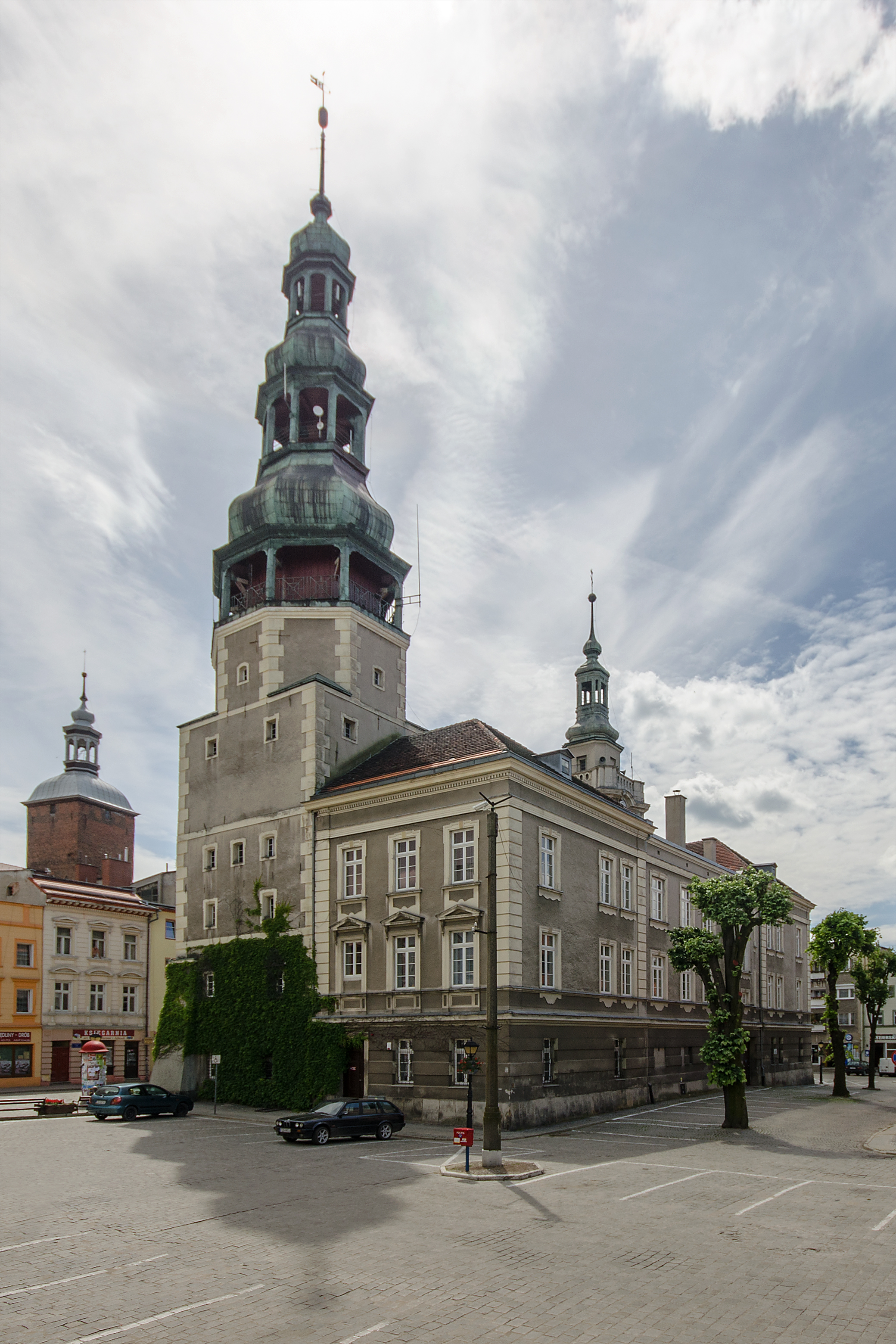
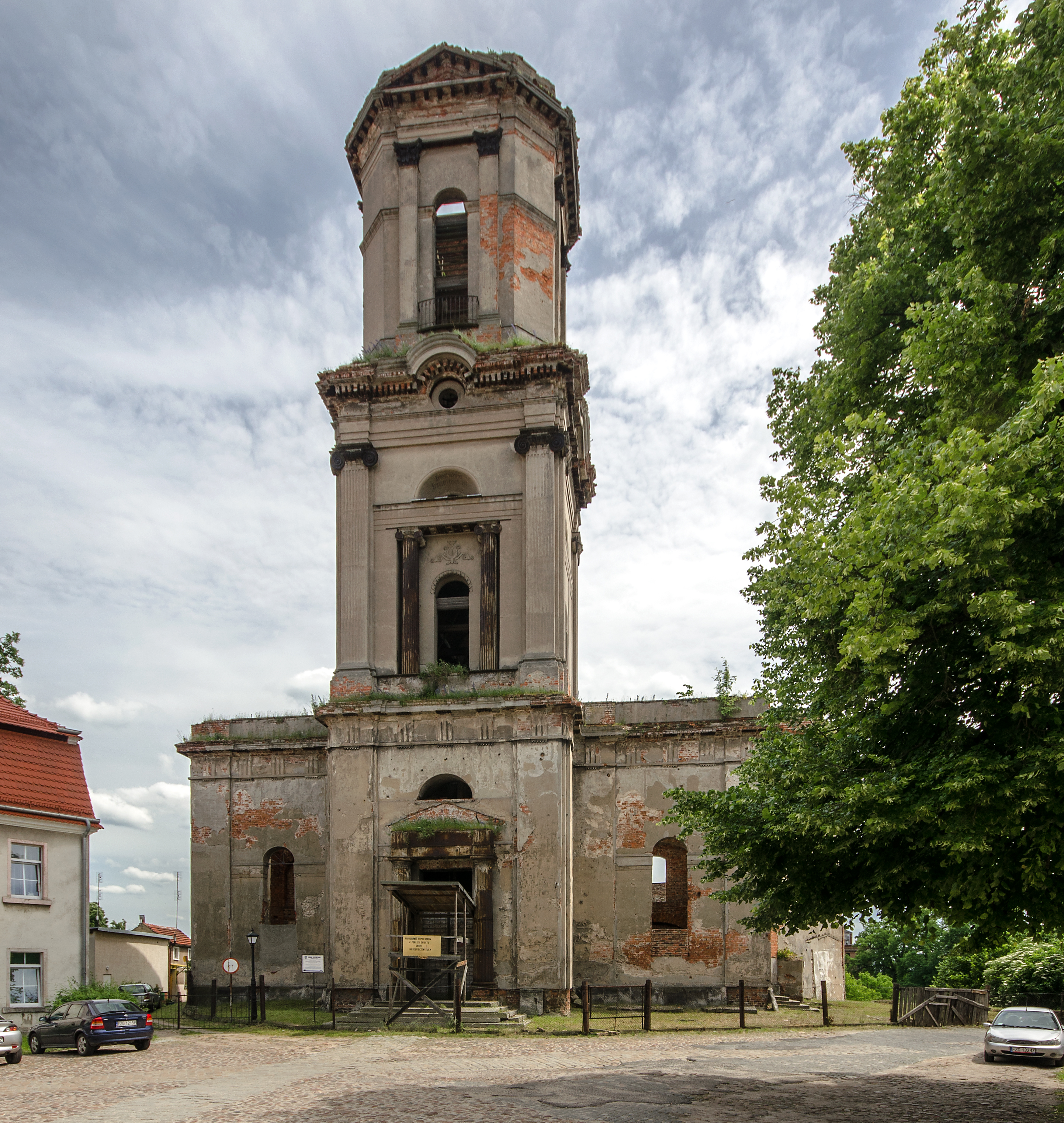
Kościół ewangelicki Zbawiciela
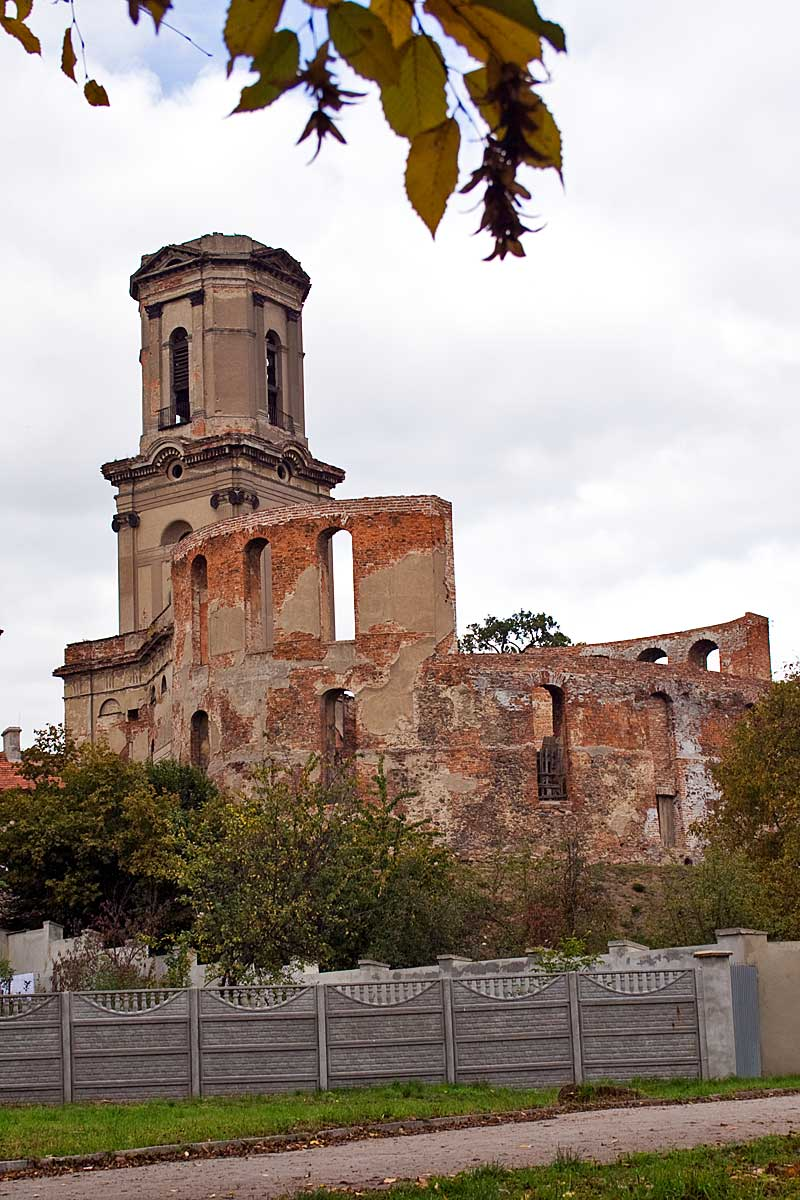
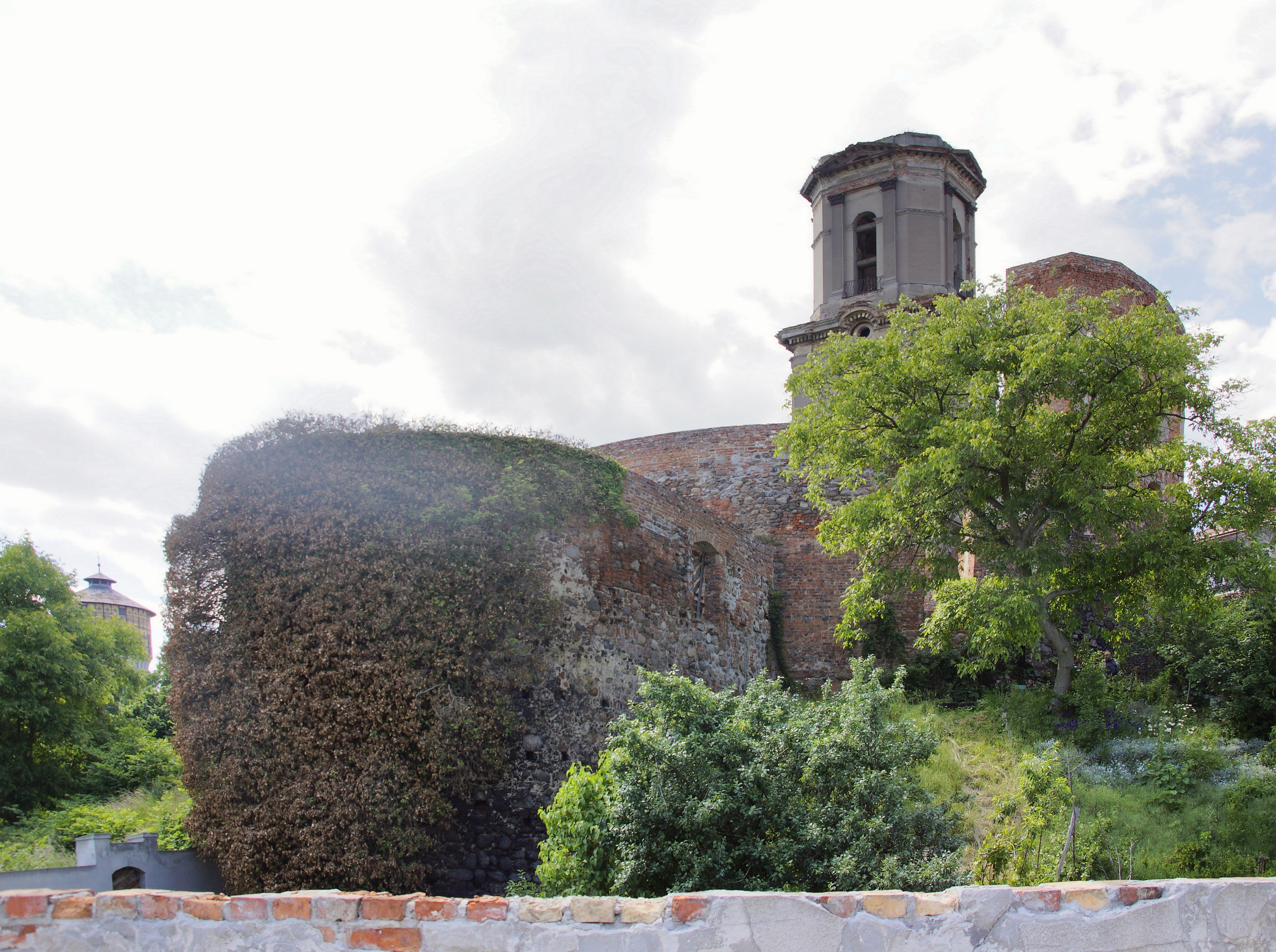
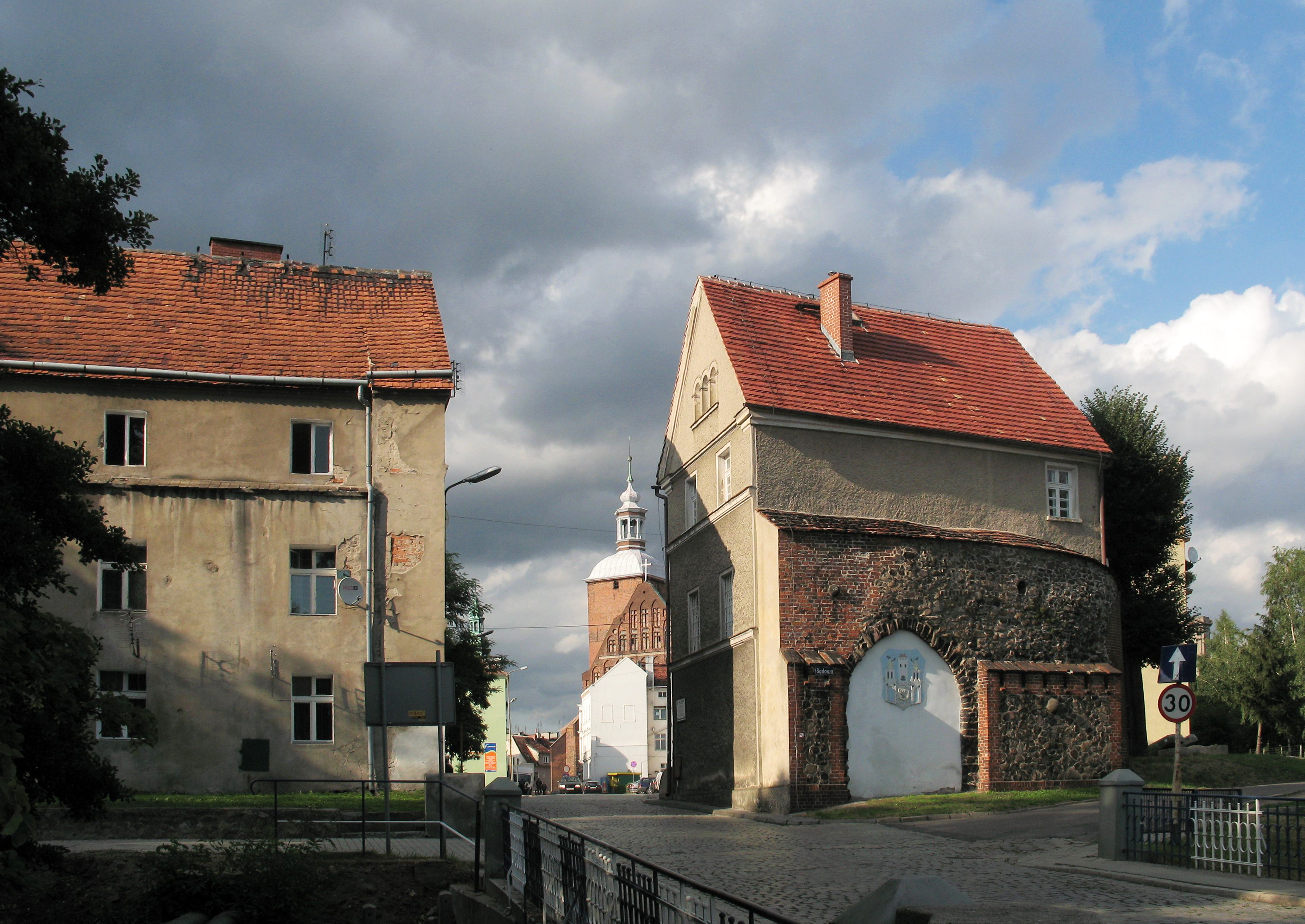
Brama Żagańska – Muzeum Ziemi Szprotawskiej
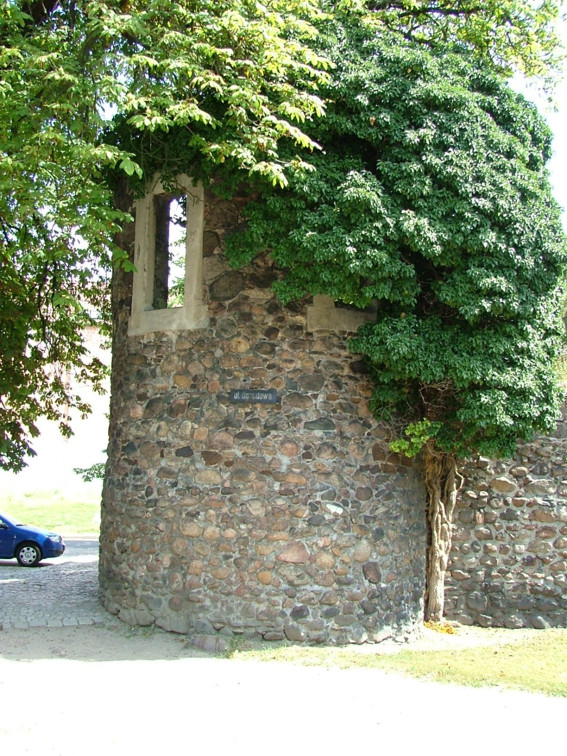
Baszta Zachodnia w murach
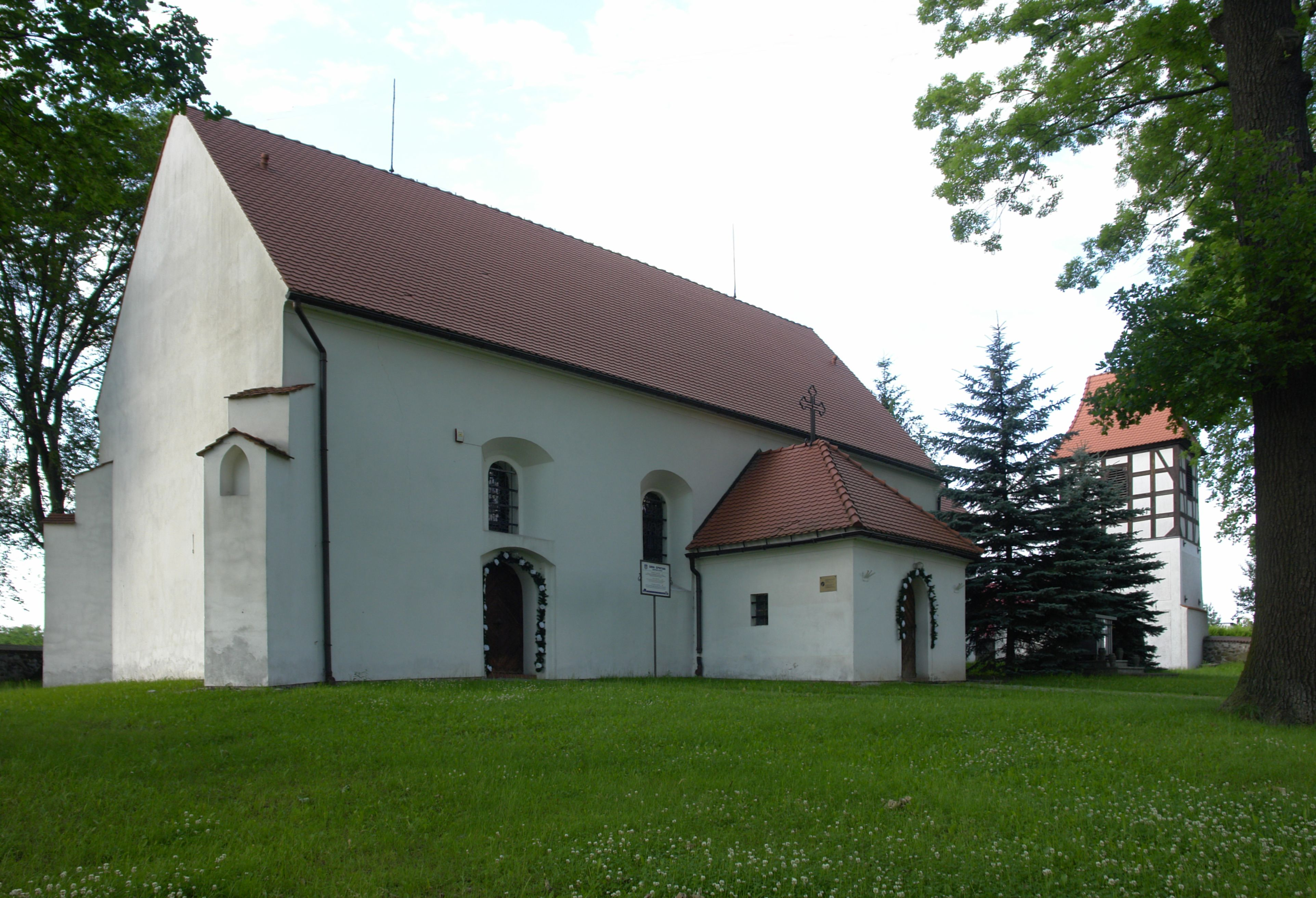
Kościół św. Andrzeja Szprotawa – Puszczyków
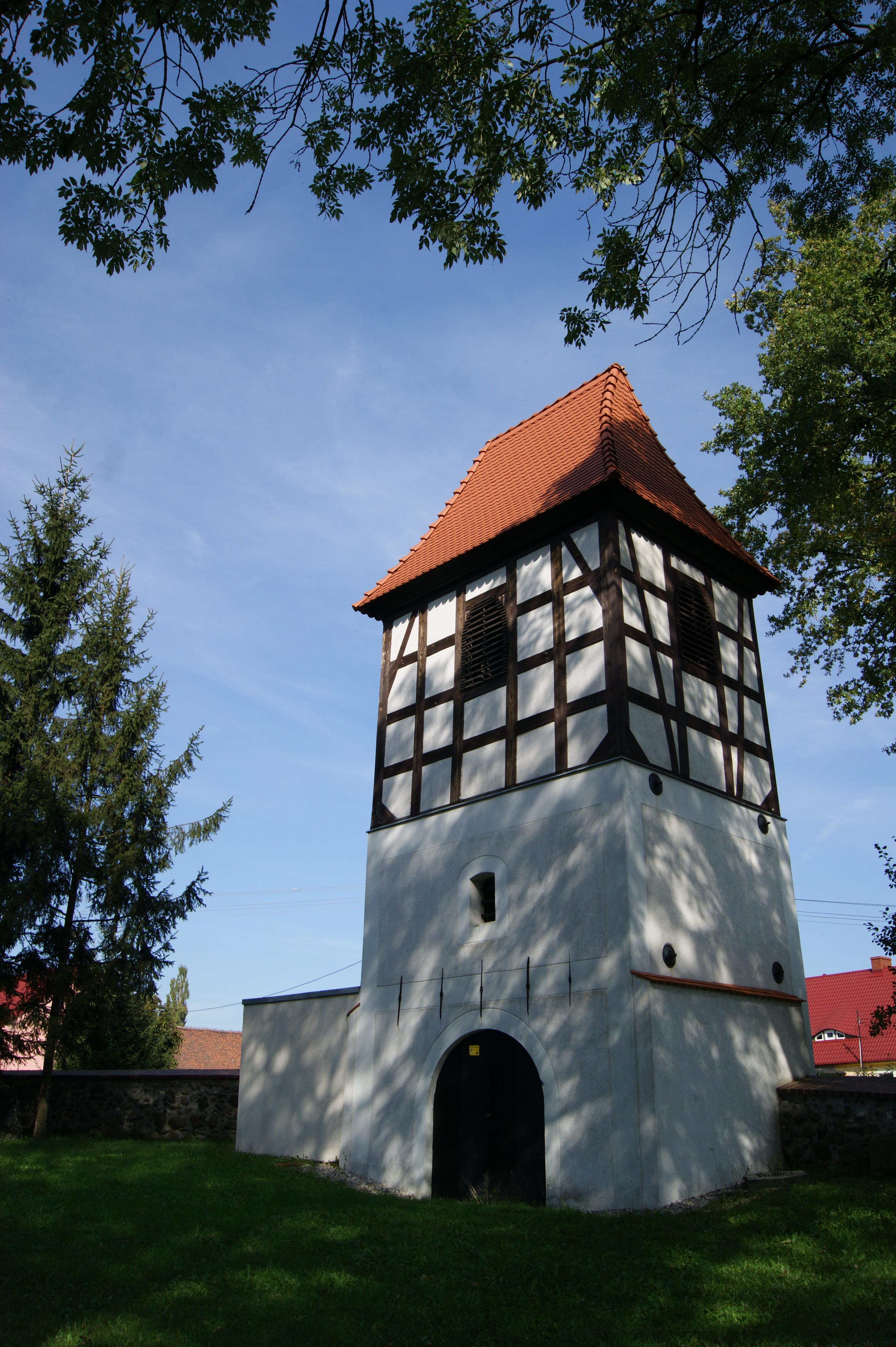
Wieża szachulcowa przy kościele św. Andrzeja
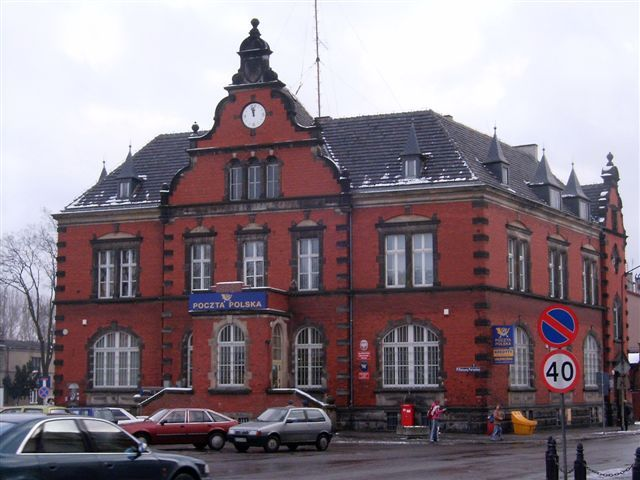
Budynek poczty
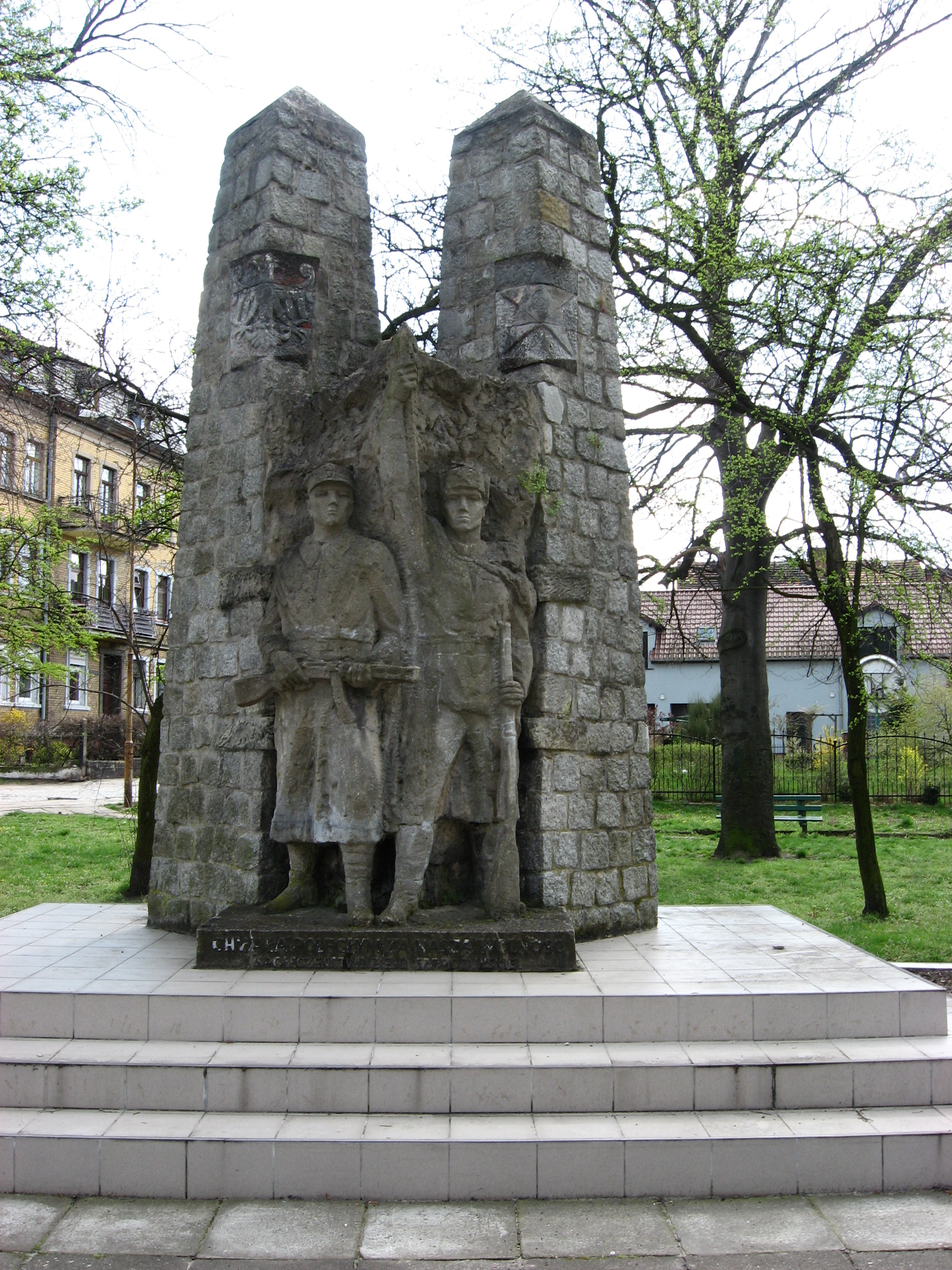
Pomnik Braterstwa Broni Polsko-Radzieckiego
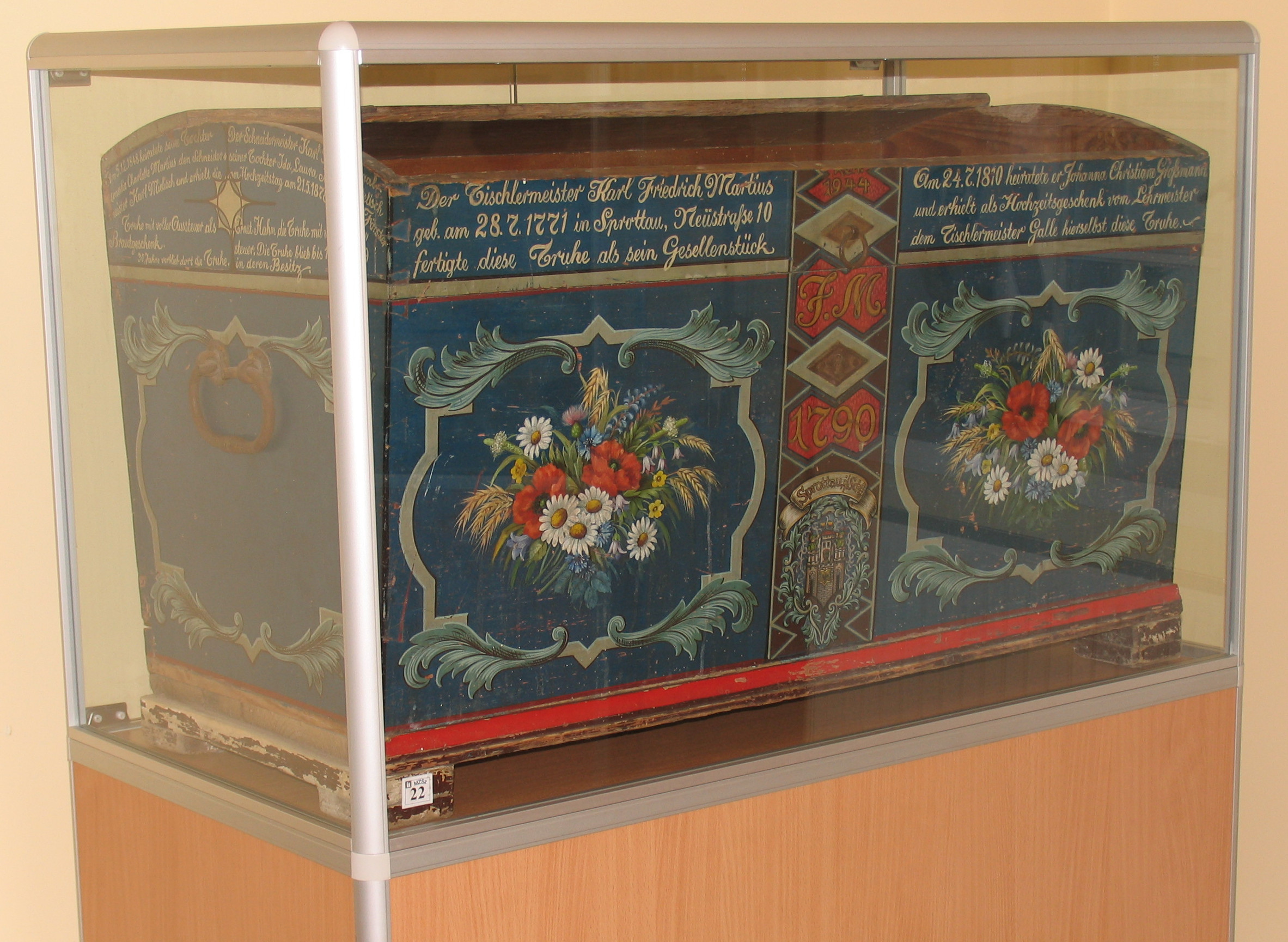
Kufer posagowy
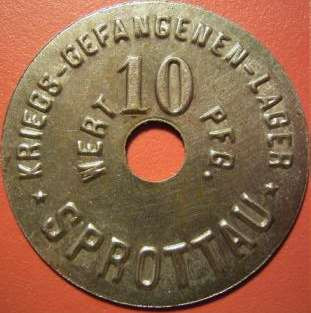
Moneta z obozu jenieckiego
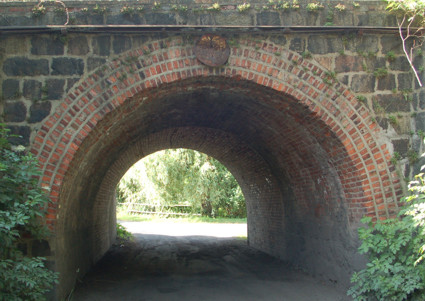
Potrójny wiadukt w Szprotawie
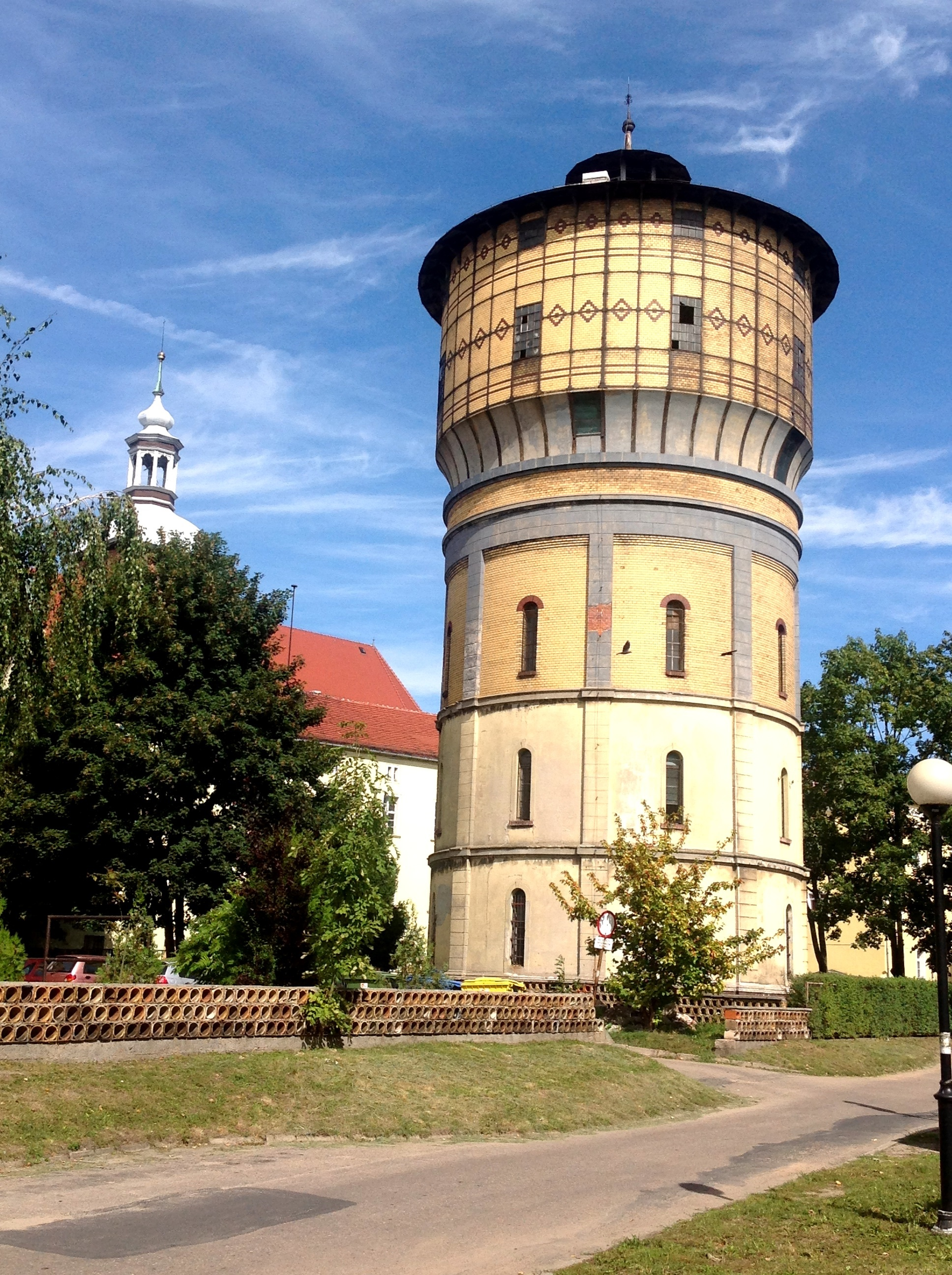
Wieża ciśnień
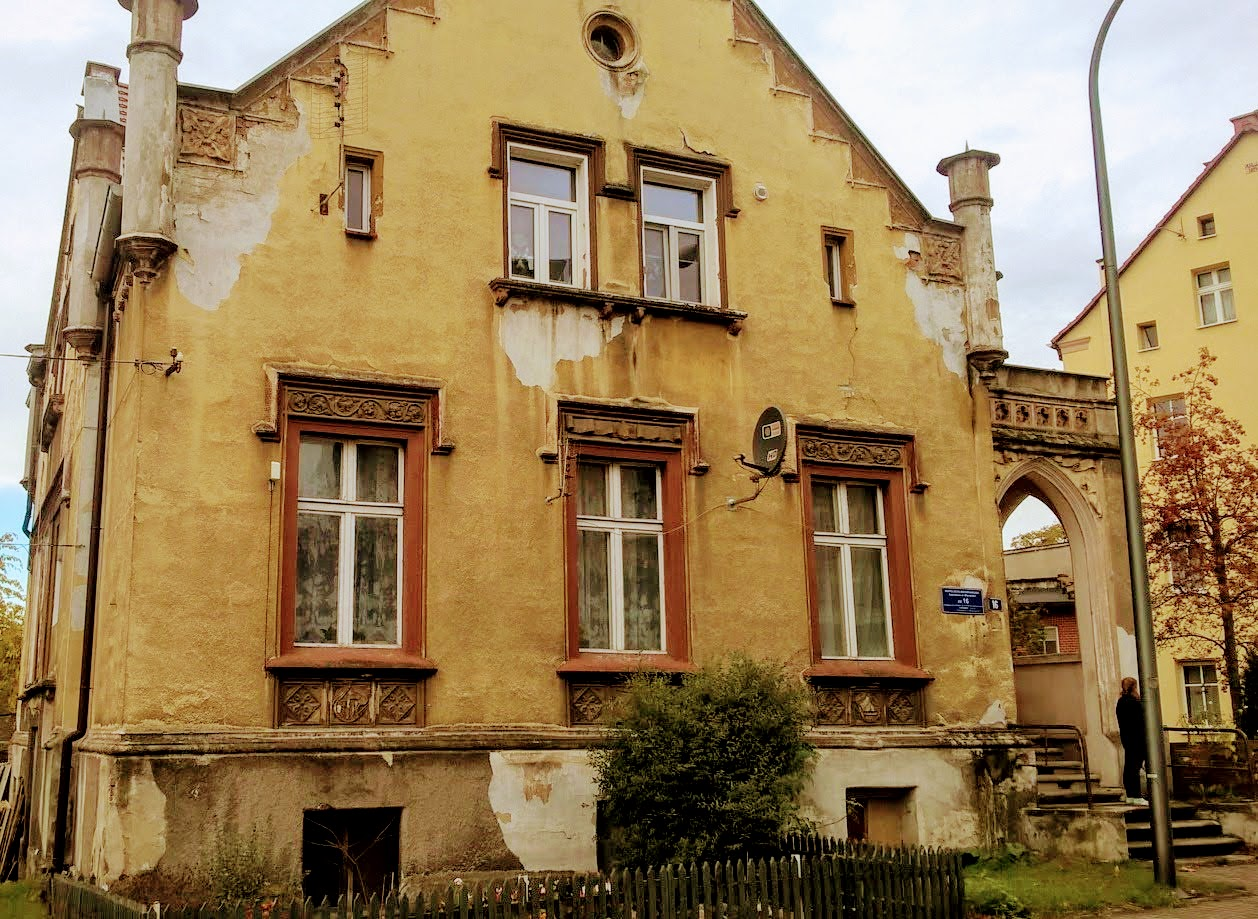
Dom wolnomularski przy ul. Młynarskiej
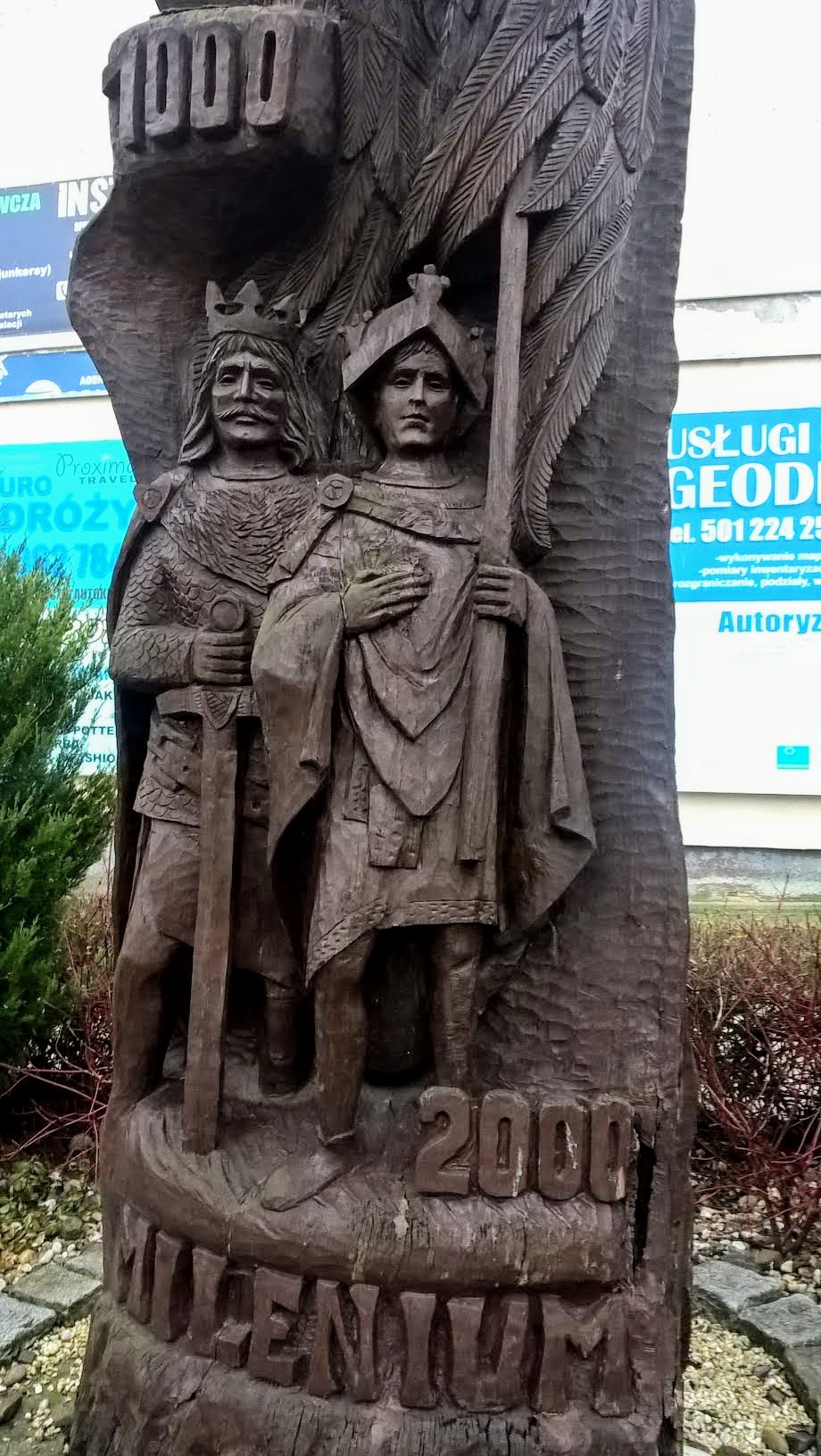
Pomnik

## Dzielnice i osiedla Szprotawy

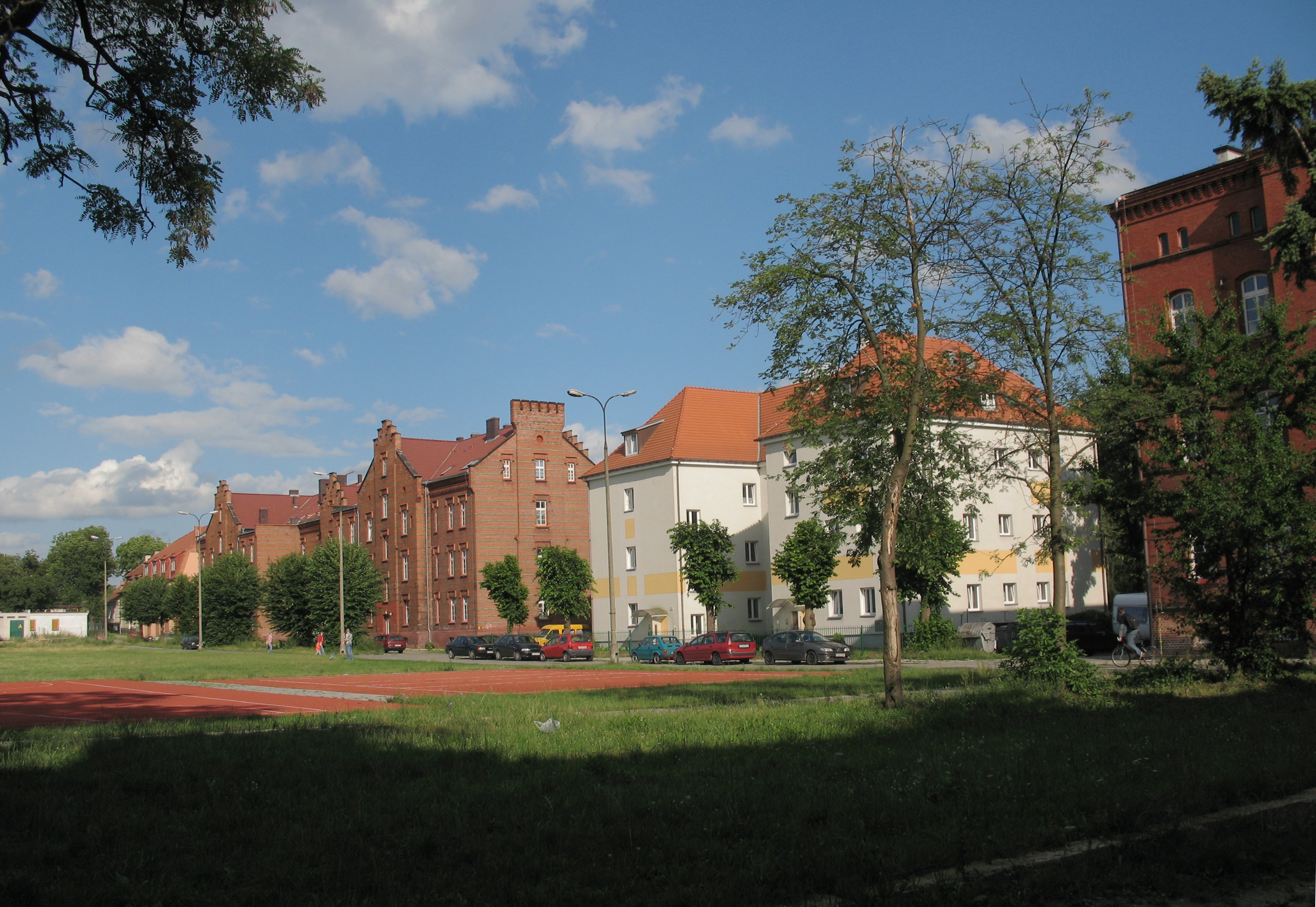
Osiedle mieszkaniowe powstałe na terenie szprotawskich koszar (2007 r.)

Terytorium miasta Szprotawa nie jest prawnie podzielone na dzielnice i osiedla (art. 5 ustawy o samorządzie gminnym z dnia 8 marca 1990 roku). Jednak mimo to w mieście istnieje podział poszczególnych jego części ze względów historycznych i położenia geograficznego. Nazwy dzielnic i osiedli są nazwami zwyczajowymi, które używane są powszechnie przez mieszkańców.
Dzielnice:
- Śródmieście (Centrum)
- Zabobrze (Os. Piastowskie, Puszczyków, Komarów)
- Iława (Sowiny)

Osiedla mieszkaniowe:
- Osiedle Słoneczne (dzielnica Śródmieście)
- Osiedle B. Chrobrego (dzielnica Śródmieście)
- Osiedle T. Kościuszki (dzielnica Śródmieście)
- Osiedle Piastowskie (osiedle domków jednorodzinnych na Zabobrzu)
- Osiedle Koszary (dzielnica Śródmieście)

## Rozwój i przyszłość
W przyszłości planuje się przyłączenie pobliskich wsi (m.in. Henryków, Nowa Kopernia, Wiechlice-Lotnisko, Dziećmiarowice) do miasta.
Szprotawa posiada strefę inwestycyjną o powierzchni 200 ha, w tym część należy do Wałbrzyskiej Specjalnej Strefy Ekonomicznej Invest-Park w ramach podstrefy Szprotawa. Znajduje się ona w większości na terenie dawnego radzieckiego lotniska wojskowego Szprotawa-Wiechlice. Dzięki utworzeniu strefy miasto ma szansę na nowe miejsca pracy i dalszy rozwój.

## Przyroda
- Dąb Chrobry
- Dąb Śniadaniowy
- Dąb Kotwicza
- Dąb Henryk w Henrykowie

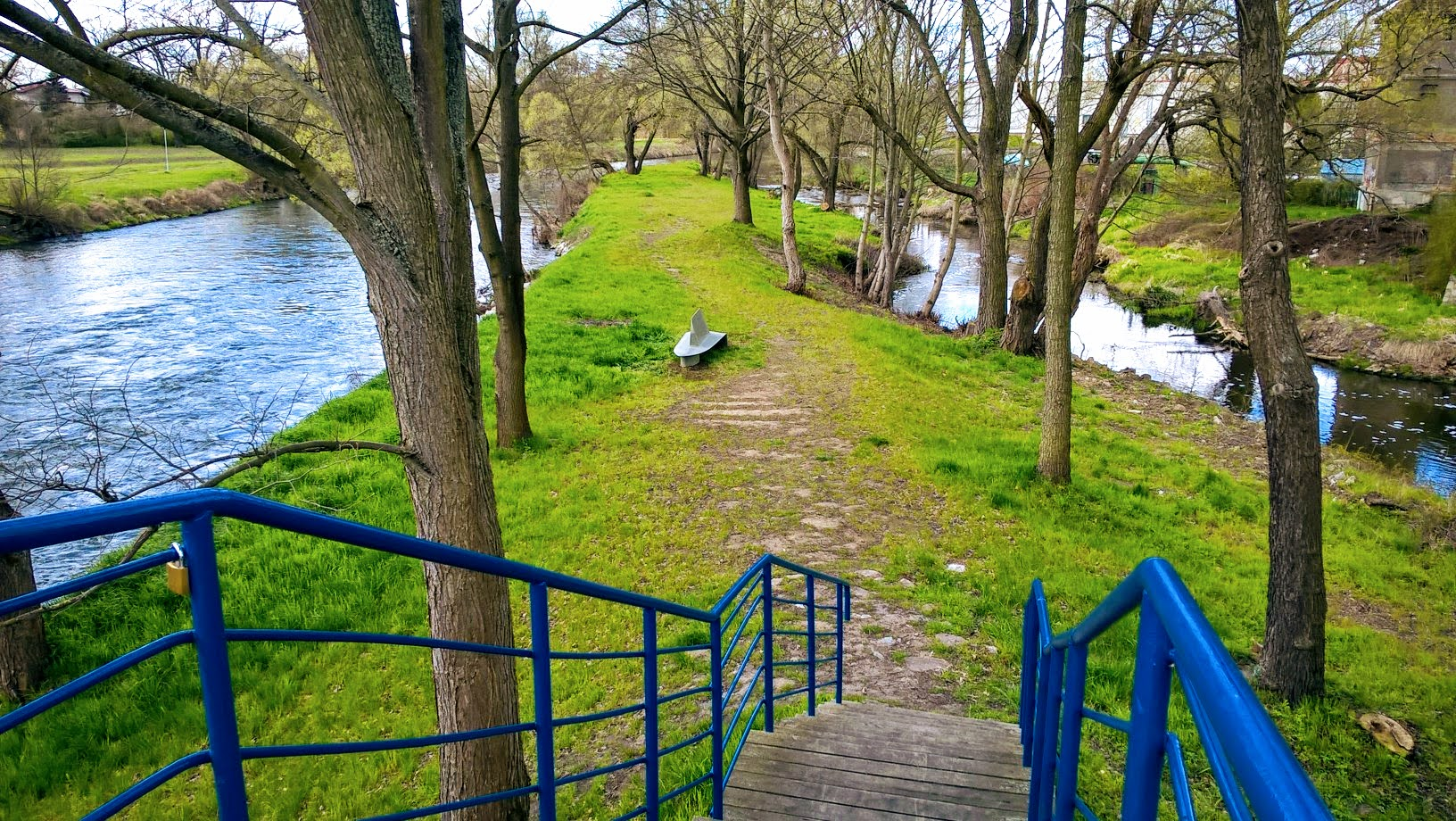
Cypel miejski u ujścia Szprotawy (po prawej) do Bobru, teren spacerowy i kajakarski.

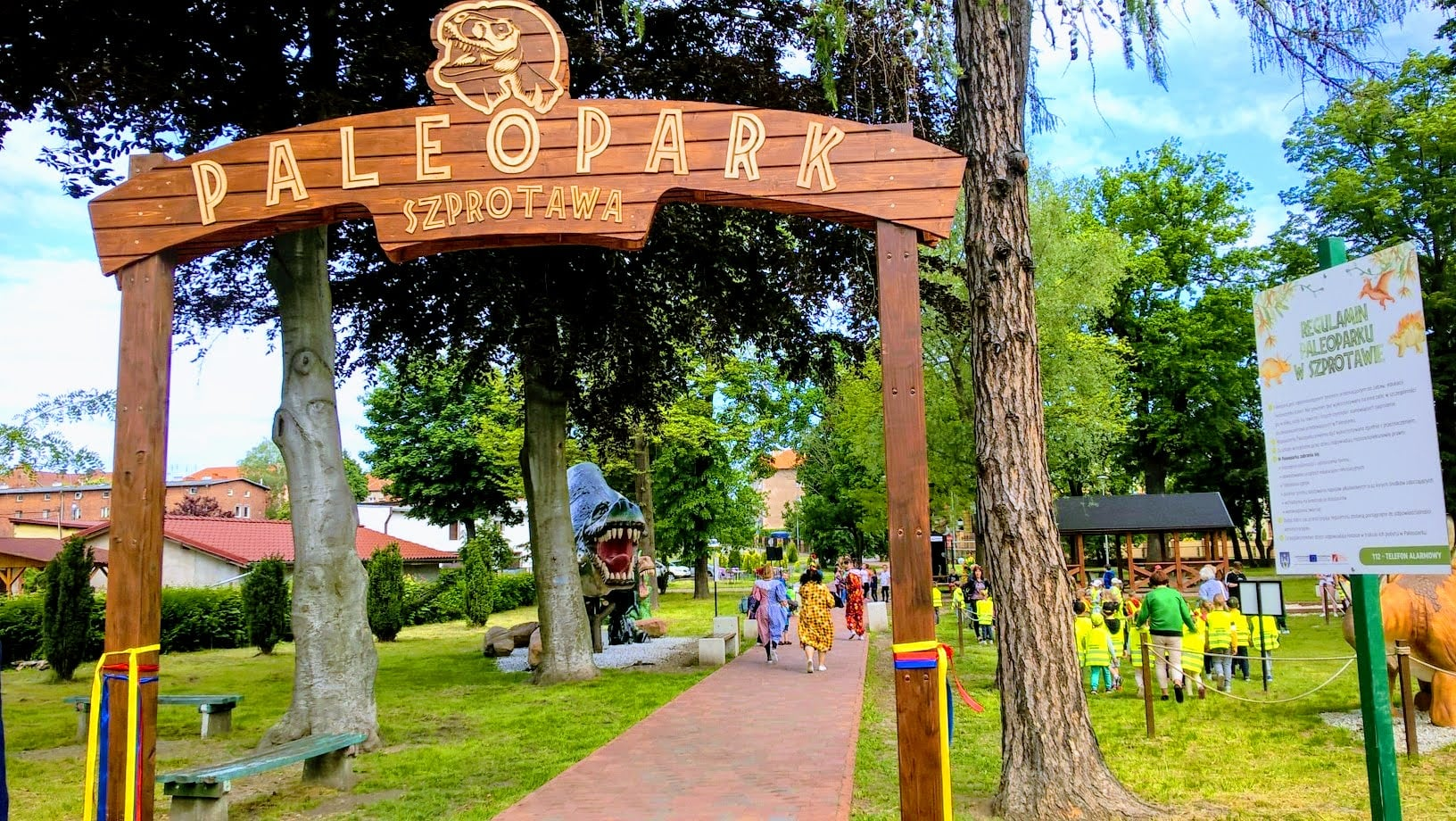
Paleopark Szprotawa przy ul. Niepodległości

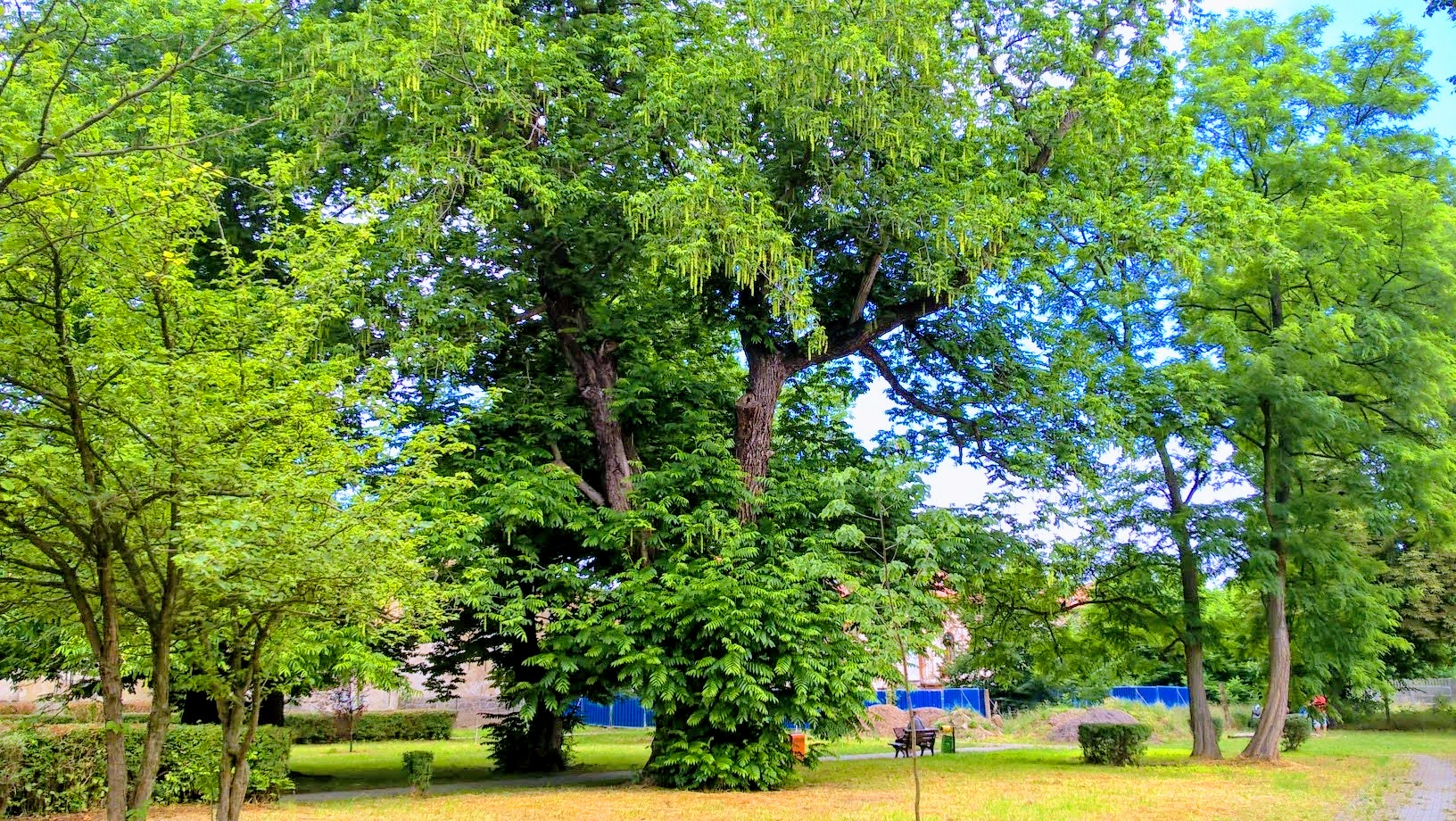
Skrzydłorzech kaukaski w Szprotawie (pomnik przyrody) w 2021

- Rezerwat przyrody Buczyna Szprotawska
- Ostoja przyrody Bunkrowe Wzgórza
- Zespół Przyrodniczo-Krajobrazowy Park Słowiański
- Zespół Przyrodniczo-Krajobrazowy Potok Sucha (dopływ Szprotawy)
- Bory Szprotawskie
- Bory Dolnośląskie
- Parki miejskie
- Stawy Bobrowickie
- Flins (pomnik przyrody)
- Dąb Blaszak
- Skrzydłorzech kaukaski (pomnik przyrody)

## Transport

### Drogi krajowe i wojewódzkie przebiegające przez Szprotawę
- Droga krajowa nr 12 przebiegająca m.in. przez Kalisz, Radom czy Lublin,
- Droga wojewódzka nr 297 przebiegająca od Nowej Soli do Pasiecznika m.in. przez Bolesławiec.

### Ważniejsze drogi krajowe przebiegające w pobliżu Szprotawy
- Autostrada A4 (węzeł Krzyżowa z A18) – 30 km od Szprotawy,
- Autostrada A18 (węzeł Golnice z DW297) – 26 km od Szprotawy,
- Droga ekspresowa S3 (węzeł Nowe Miasteczko) – 20 km od Szprotawy.

### Linia kolejowa
Przez miasto przebiega linia kolejowa nr 14 Łódź Kaliska – Forst (odcinek Żagań – Głogów). Obecnie ze względu na stan techniczny na wymienionym odcinku prowadzony jest wyłącznie sporadyczny ruch towarowy.

### Transport publiczny
Od 1 stycznia 2022 roku organizacją transportu publicznego na terenie Powiatu Żagańskiego (w tym również na terytorium Gminy Szprotawa) zajmuje się Związek Powiatowo-Gminny Powiatu Żagańskiego.
Przez Szprotawę przebiegają następujące linie komunikacyjne:
- 1 – ze Szprotawy do Leszna Górnego (autobusy skomunikowane z odjazdami/przyjazdami pociągów z Leszna Górnego do Legnicy i Wrocławia)
- 2 - ze Szprotawy do Rusinowa
- 3 - ze Szprotawy do Długie
- 4 - ze Szprotawy do Cieciszowa przez Nową Kopernię
- 18 - z Żagania do Osiedla Wiechlice przez Szprotawę
- 19 - ze Szprotawy do Małomic
- 20 - ze Szprotawy do Małomic przez Śliwnik
- 52 - ze Szprotawy do Siecieborzyc przez Chichy
- 53 - ze Szprotawy do Długie
- 54 - ze Szprotawy do Cieciszowa przez Szprotawkę
- 55 - ze Szprotawy do Osiedla Wiechlice przez Pasterzowice, Kartowice i Nową Kopernię

Komunikacja na liniach 1 oraz 18 prowadzona jest 7 dni w tygodniu, również w dni świąteczne, z wyjątkiem I dnia świąt Bożego Narodzenia oraz Niedzieli Wielkanocnej. Większość kursów linii 1 skomunikowana jest na stacji w Lesznie Górnym z pociągami Kolei Dolnośląskich do/z Legnicy i Wrocławia. W ramach promocji wypracowanej pomiędzy Organizatorem a Gminą Szprotawa, na podróże w obrębie miasta Szprotawa oraz Osiedla Wiechlice koszt biletu jednorazowego wynosi 2 zł, lub 64 zł w przypadku biletu miesięcznego. Operatorem wszystkich połączeń Związku Powiatowo-Gminnego Powiatu Żagańskiego jest Miejski Zakład Komunikacyjny w Żaganiu.
Od 1 stycznia 2023 roku organizacji dwóch wojewódzkich linii przebiegających przez Szprotawę podjął się Marszałek Województwa Lubuskiego:
- 102 - ze Szprotawy do Nowej Soli przez Siecieborzyce, Kożuchów (autobusy skomunikowane z odjazdami/przyjazdami pociągów do/z Zielonej Góry);
- 103 - ze Szprotawy do Nowej Soli przez Długie, Nowe Miasteczko (autobusy skomunikowane z odjazdami/przyjazdami pociągów do/z Zielonej Góry).

## Klimat (1979–2013)
| Miesiąc                                 | Sty   | Lut   | Mar   | Kwi  | Maj  | Cze  | Lip  | Sie  | Wrz  | Paź  | Lis   | Gru   | Roczna |
| --------------------------------------- | ----- | ----- | ----- | ---- | ---- | ---- | ---- | ---- | ---- | ---- | ----- | ----- | ------ |
| Rekordy maksymalnej temperatury [°C]    | 18,0  | 20,2  | 25,1  | 30,3 | 34,0 | 36,5 | 38,0 | 41,0 | 35,3 | 27,2 | 21,0  | 16,0  | 41,0   |
| Średnie temperatury w dzień [°C]        | 1,9   | 3,3   | 8,1   | 14,1 | 19,6 | 22,1 | 24,2 | 24,0 | 19,0 | 13,6 | 6,9   | 3,2   | 13,3   |
| Średnie dobowe temperatury [°C]         | -0,7  | 0,0   | 3,9   | 8,8  | 13,9 | 16,7 | 18,7 | 18,4 | 14,4 | 9,2  | 4,3   | 0,7   | 9,0    |
| Średnie temperatury w nocy [°C]         | -3,6  | -3,1  | 0,1   | 3,7  | 8,2  | 11,4 | 13,4 | 13,0 | 9,5  | 5,3  | 1,2   | -1,9  | 4,8    |
| Rekordy minimalnej temperatury [°C]     | -25,6 | -22,9 | -15,5 | -6,2 | -2,2 | 1,3  | 6,3  | 3,8  | 0,9  | -4,4 | -13,2 | -20,9 | −25,6  |
| Opady [mm]                              | 37    | 31    | 39    | 33   | 48   | 56   | 83   | 65   | 43   | 31   | 39    | 41    | 546    |
| Średnia liczba dni z opadami            | 10    | 9     | 10    | 8    | 10   | 11   | 12   | 10   | 9    | 7    | 9     | 11    | 116    |
| Źródło: Na podstawie 35-lecia 1979–2013 |       |       |       |      |      |      |      |      |      |      |       |       |        |

## Sport
Kluby sportowe 
- Klub Sportowy „Sprotavia” Szprotawa – klub piłkarski założony w 1946 roku.
- KS Szprotavia Szprotawa – sekcja koszykówki dziewcząt
- Akayama Szprotawa – klub ju-jitsu
- ULKS Uczniak Szprotawa – lekka atletyka, tenis stołowy
- UKS Jedynka Szprotawa – sekcja siatkówki

 Obiekty sportowe 
- Stadion Miejski w Szprotawie
- Hala sportowa przy Gimnazjum nr 1
- Sala sportowa OSiR

## Wspólnoty wyznaniowe

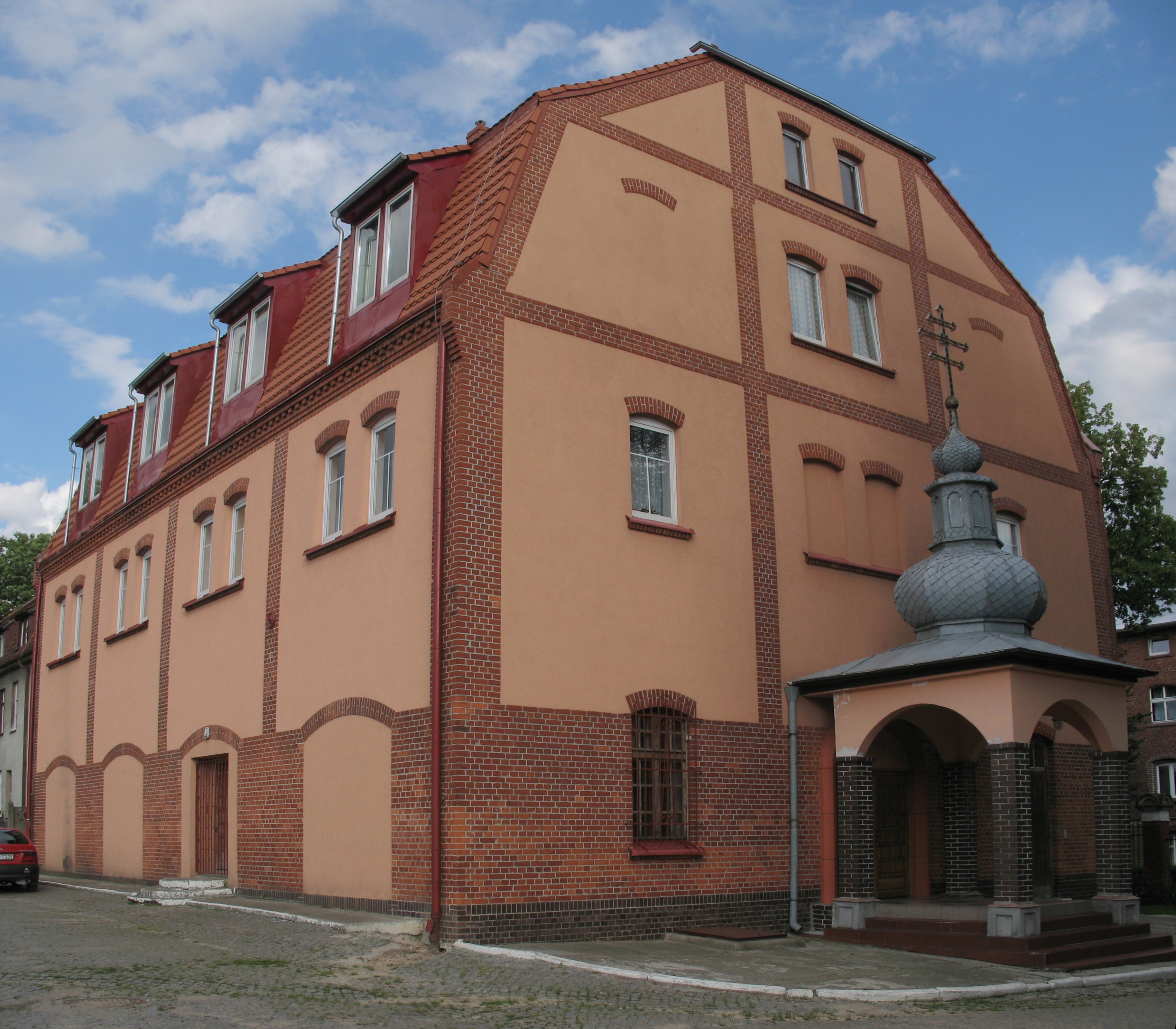
Cerkiew greckokatolicka Przemienienia Pańskiego

Na terenie miasta działalność religijną prowadzą następujące Kościoły i związki wyznaniowe:
- Kościół rzymskokatolicki:
  - parafia św. Andrzeja Apostoła[40]
  - parafia Wniebowzięcia NMP[41]
- Kościół greckokatolicki:
  - parafialna cerkiew Przemienienia Pańskiego[42]
- Kościół Polskokatolicki w RP:
  - parafia Zbawiciela Świata[43]
- Kościół Zielonoświątkowy:
  - zbór w Szprotawie, ul. Nowa 7, Wiechlice[44]
- Świadkowie Jehowy:
  - zbór Szprotawa (Sala Królestwa ul. Koszarowa  2B)[45].

## Współpraca międzynarodowa
Miasta i gminy partnerskie:
- Gevelsberg
- Spremberg[46]
- Humań[47]

## Lokalne produkty tradycyjne
- Ocet jabłkowo-miodowy, produkt wpisany na listę produktów tradycyjnych w dniu 2016-01-19 w kategorii Inne w woj. lubuskim[48]
- Miodowa musztarda z dyni, produkt wpisany na listę produktów tradycyjnych w dniu 2016-11-04 w kategorii Warzywa i owoce w woj. lubuskim[49]
- Ziołomiód pokrzywowy, produkt wpisany na listę produktów tradycyjnych w dniu 2015-01-26 w kategorii Inne w woj. lubuskim[50][51].